# 市民的社会参画
記事タイトルが主語と一致しておらず、内容は市民参加であるが、市民参加は市民#市民参加に現在リダイレクトされている。

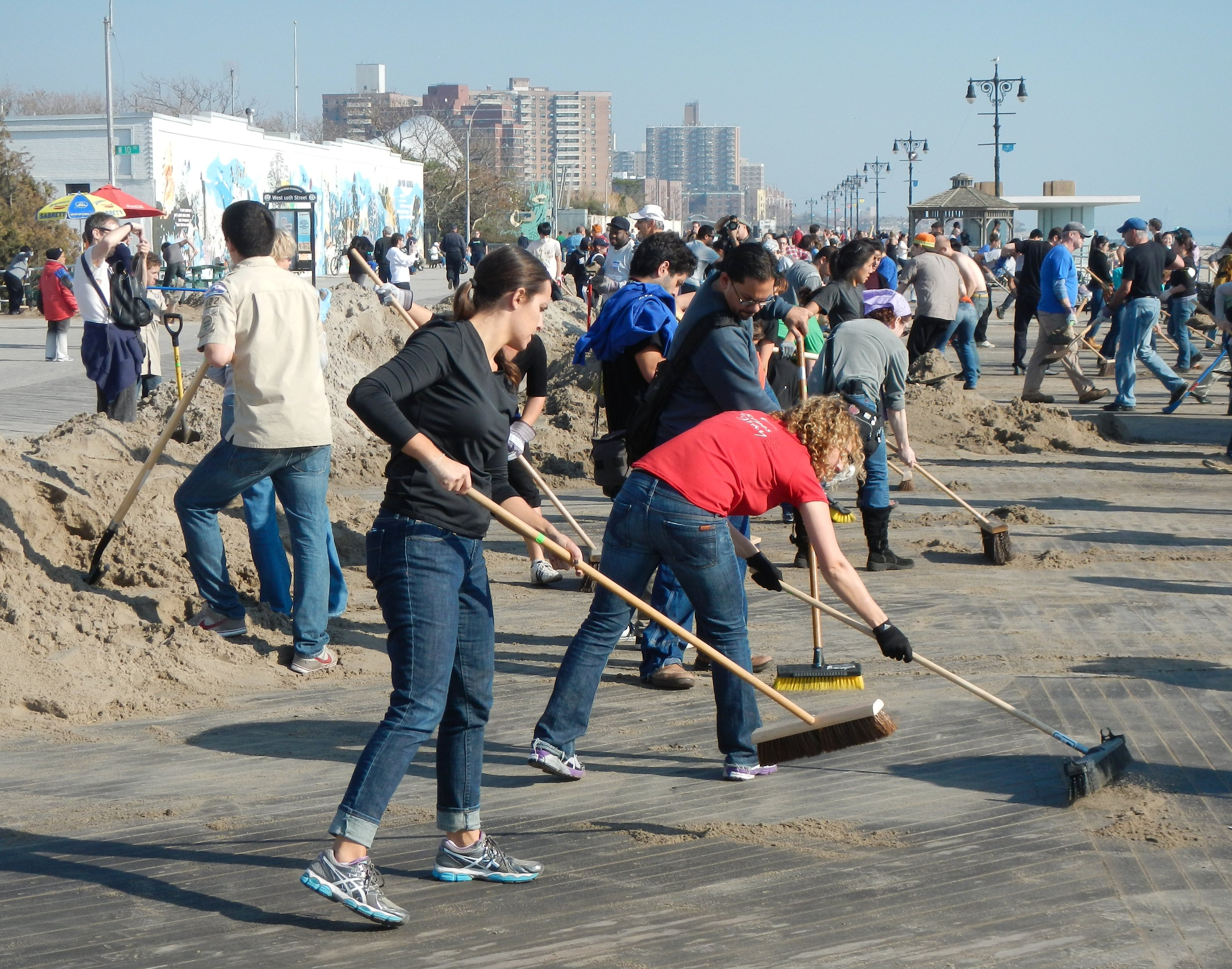
ボランティア活動は重要な市民参加の一つ。写真は、2012年のハリケーン・サンディの被災地清掃活動を行うボランティアたち。

市民参加（しみんさんか、英語: Civic engagement）とは、公共の関心が高い問題に取り組む個人またはグループの活動を指す。
市民参加には個人または地域社会が協力して、政治的・非政治的な活動を行い、公共の価値を守り、地域社会を変えていく。市民参加の目的は、公共の関心事に取り組み、地域社会の質を高めることにある。
市民参加は、「市民が公共の関心事に向けて集団行動を起こすプロセス」であり、「民主主義にとって不可欠な要素」である。 政府におけるグループの代表性が低い場合、少数派・低所得者・若年層といった弱い立場の人々の問題が見過ごされたり、無視される恐れがある。一方、投票率の高いグループの意見が頻繁に取り上げられ、彼らに有利な法案が多く可決されることになる。

## 形態
市民参加には、個人のボランティア活動、地域活動への取り組み・組織への関与・選挙への参加など、さまざまな形がある。その参加には、個人的な活動・地域に根ざした活動・代表民主制を通じて、問題に直接取り組むことを含む。 多くの人が、地域社会に積極的に関わる個人的な責任感を感じている。「若者の市民参加」は、地域環境の整備や人間関係の構築だけでなく、若者のエンパワーメントも重点を置いている。タフツ大学の市民学習・参加情報研究センターの研究では、市民参加を市民的・選挙・政治的発言に分類している。 オンラインでの若者の参加に関する研究では、現在および新しい制度・活動制度の目的に着目し、より広い市民参加を探究している。 Journal of Transformative Education誌に掲載された論文は、世代間で参加形態に差があることを示唆している。 研究は、市民生活を選挙行動という小さな集合に単純化することは、市民生活への公衆参加の全範囲を説明するのには不十分である可能性を示唆している。
| コミュニティの問題解決                         | 通常投票                             | 当局への連絡             |
| 選挙以外の団体で定期的にボランティア活動を行う | 投票を促す                           | 印刷メディアへの連絡     |
| グループや協会の積極的な会員                   | ボタン、標識、ステッカーの表示       | 放送メディアへの連絡     |
| 募金活動への参加                               | 選挙資金                             | 抗議する                 |
| その他の慈善活動の募金活動                     | 候補者や政治団体へのボランティア活動 | 電子メールによる請願     |
| 政治家に立候補する                             | 有権者登録                           | 書面による請願と戸別訪問 |
| 象徴的な不参加                                 |                                      | ボイコット               |

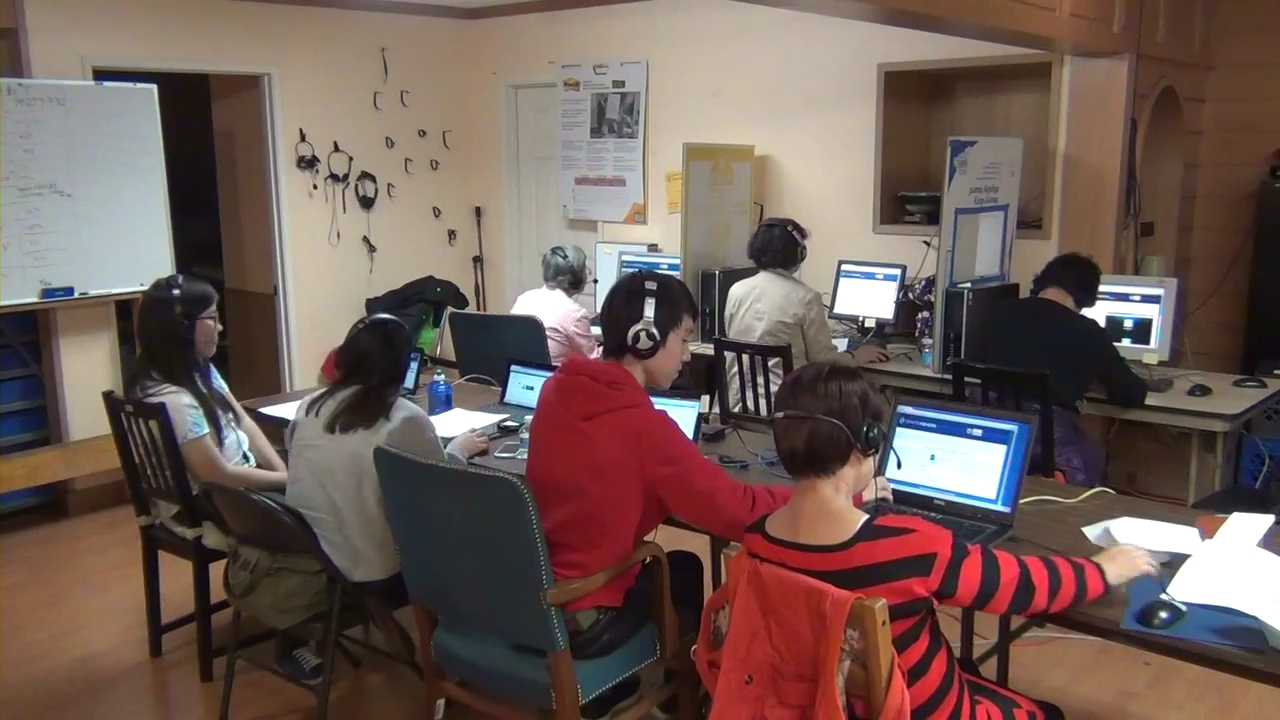
例：電話による働きかけも市民参加の一形態である

市民参加改革は、ロバート・パットナムの著書『ボウリング・アローン(Bowling Alone)』が市民参加パターンの変化を明らかにしたことを受けて、 21世紀初頭に始まった。パットナムは、市民参加を促進する可能性のある高等教育機会の急速な増加にもかかわらず、アメリカ人は政治活動や組織化されたコミュニティ活動から離れていると主張した。多くの研究は、ボランティア活動に参加する若者は増えている一方で、投票や政治参加をする若者は減っていることを示唆している。

## ガバナンスの変革におけるボランティア活動の役割
2015年版「世界ボランティア活動の現状報告書」は、ボランティアの声が統治方法を改善する過程を初めて世界規模で検証しており、ブラジル・ケニア・レバノン・バングラデシュといった国々の事例を引用している。この報告は、一般市民が時間・エネルギー・スキルをボランティアに提供し、地方・国家・世界レベルにおける統治と活動方法の改善に取り組んでいることを示している。あらゆるレベルでのより良いガバナンスは、2015年9月に国連で合意された、将来の国際開発の新たな目標群である持続可能な開発目標（SDGs ）の達成の前提条件である。
例えば世界レベルでは、世界中から集まった37名の多様なオンラインボランティア(online volunteers)が、国際連合経済社会局（UN DESA）と4ヶ月間にわたり緊密に協力し、2014年国連電子政府調査のために193の国連加盟国で実施された386件の調査を処理した。オンラインボランティアの国籍と言語の多様性―65以上の言語、15の国籍、うち半数は開発途上国出身―は、この調査の使命を反映している。

## メリットと課題
ICMA「より良いコミュニティの中核を担うリーダー」によれば、一般的に、市民参加はコミュニティの参加と政府への関与を促進できる。具体的なメリットは以下の通りである
- 訴訟、特別選挙、評議会の召集など、決定に対する反発を減らし、賛同を得やすくする。
- 国民と政府の間に信頼を生み出し、議会における国民の行動を改善する。
- 選出された委員が魅力のない解決策の中から選択することを避け、複雑な問題で成功を収める。
- より創造的なアイデアとより良い解決策を生み出す。
- アイデア、プログラム、政策をより迅速かつ簡単に実行できる。
- クレームだけつける享受者でなく、関心を持ち協力する市民を育成する。
- 都市の中にコミュニティを構築する。
- 仕事をより簡単に、よりリラックスして行える。

市民参加にはメリットがある一方で、考慮すべき課題もあり、ICMAが指摘する様々な要因が含まれる。例えば、不信感、役割の明確化、そして時間といった要素が、市民参加に影響を与えている。
- 市民参加は、政府の直接的な行動よりも結果が出るまでに時間がかかることが多い。長期的には、政府の政策や法的決定に対する市民の反応は、訴訟や住民投票といった政府の関与よりも迅速な変化につながるかもしれない。
- 市民参加が成功するには、政府と市民の間に透明性と信頼が必要である。

## 地域住民の参加
地域社会には、市民が社会参加できる機会が数多くある。地域プロジェクトに個人的な時間を割いてボランティア活動を行うことは、コミュニティ全体の成長につながると広く信じられている。例えば、フードパントリーや地域清掃プログラムなど、コミュニティ活動への参加は、コミュニティの強い絆(Community engagement)を築く取り組みに繋がる。

### コミュニティの協働
地域協働には、市民が公益に関わる問題への懸念や、事態を変える手段を自由かつ民主的に議論できる場もある。住民が地域の情報（今後の変化、既存の問題に対する解決策の提案など）を得られる、近隣住民会や学校委員会などのリソースセンターであることが多い。大学も学生が地域ボランティア活動に参加する機会を多く提供し、期待している。
2014年9月に米国の大学で実施されたケーススタディによると、市民参加の促進に貢献する極めて重要なリーダーシップの資質がいくつかあることが分かった。この研究では、大学における民主主義コミットメント（TDC）の成功の要因に、積極的・適応的・かつレジリエントなリーダーシップ・リーダーシップの学習・そして社会全体の利益の関与という主要テーマを挙げている。TDCは、米国のコミュニティカレッジが学生に民主主義教育を施すことを目的とした全国的な取り組みである。
政治参加は、定期的に実践すべき重要な要素である。議会での議論に参加し、市民は必要なことや必要な改革について知る。地域レベルで情報に基づいた投票を行い、日常生活に影響を与える多くのことを変えることができる。
オンラインエンゲージメントは、市民が在宅で発言する機会を提供し、地方自治体に手軽に関与できる。オンライン投票や公開議論フォーラムなどがあり、市民は様々な問題について意見を表明し・解決策を提案する機会を得・共通の関心を持つ人を見つけ・関心事のアドボカシーグループ(advocacy groups)結成も可能である。インターネットにより、情報にアクセスしやすくなり、市民の知識が向上し、新たな共同体意識が生まれている。

## 米国 州政府の役割
米国の州政府は、市民の声を傾聴し地域社会のニーズを理解し、繊細な意思決定を行える。ミリアム・ポーターによれば、コミュニケーション不足は「混乱・疑念・そして国民の信頼の低下」をもたらす。市民参加は、州の様々な主体と相互に関連している。市民参加にとって、多様なアイデンティティ（文化的・社会的・経済的）を代表する観点から、市民が持つ価値観（知識・自由・技能・思想・態度・信念）は不可欠である。
州内で適用される市民参加には、地域レベルでの市民参加が不可欠である。市民は代表制民主主義の基盤である。この原則は、それぞれの州に関わる様々な分野で実施されるプログラムや法律の原則である。保健・教育・平等・移民などは、州内で市民参加が形作り得る要素のほんの一例である。

### 健康分野への応用
各州は、社会のニーズにより良く応えるために公衆衛生プログラムを実施している。例えば、州児童健康保険プログラム（SCHIP）は、米国の1,200万人以上の無保険児童を支援する、児童医療における最大の公的投資である。「この州全体の低所得児童向け健康保険プログラムは、医療へのアクセス・利用・そして質の向上と関連しており、SCHIPが低所得のアメリカの児童の医療を改善する可能性を秘めていることを示唆している」各州はプログラムに参加し、州の人口統計によりニーズに適合するプログラムに調整し、州の医療と、プログラムに参加する個人の市民参加プロセスは、州のアイデンティティの一部として医療の改革と改善に貢献する。

### 米国と他国を比較して
州が市民参加を実践し、社会のニーズにより良く応えるために公衆衛生プログラムを実施するという考え方は、イングランドなどの他の国々でも共有されている。リバプール大学プライマリケア学部、ブリストル大学社会医学部、マクマスター大学環境保健研究所地理地質学部、エイボン保健局、ジャーナリズム学部、カーディフ大学トム・ホプキンソン・メディア研究センター、メディア文化研究センター、マクマスター大学医療経済・政策分析センター臨床疫学・生物統計学部が実施した調査では、「医療の意思決定への市民参加を促す動機には、道具主義的・共同体主義的・教育的・表現的な動機・そして説明責任の強化への欲求など、様々ある」と述べられている。
彼らの研究には、医療の意思決定への市民の関わりに批判的な分析が含まれていた。「意思決定への市民参加は、目標達成を促し、個人や集団を結びつけ、有能感と責任感を与え、政治的または市民的アイデンティティの表明に役立つかもしれない」と示唆されている。 代表者の決定に影響を与える市民の行動は、国家全体に影響を及ぼす。投票は、大衆の声を届ける市民参加の重要な要素である。
ロバート・パットナムによる1970年以降のイタリア北部と南部の社会・市民参加の違いに関する研究では、市民コミュニティが政治活動への関心と教育を高め、政治参加の促進が示唆されている。  市民文化調査のデータによると、「団体のメンバーはより政治的な洗練度、社会的信頼、そして政治参加を示している」 シェリ・バーマンによる第一次世界大戦後のドイツ・ワイマール共和国の研究は、市民と政治関係者間の信頼を高め、市民参加を改善できることを示唆している。  
モザンビーク、ミャンマー、ナイジェリア、パキスタンといった権威主義的な政府があり、市民の参加が最も必要とされている国では、政治参加は稀であるさらに、「独裁政権では大衆参加のレベルが著しく低いことが確認されている」多くの人は、一般市民の政治参加を「国家と被支配者の伝統的な階層構造を覆す第三の勢力」と見ている。しかし、政治参加に参加する外国の非政治家のグループには、「ロシアマフィア」のような潜在的に混乱を引き起こすグループも含まれるかもしれない。

### 投票率の重要性

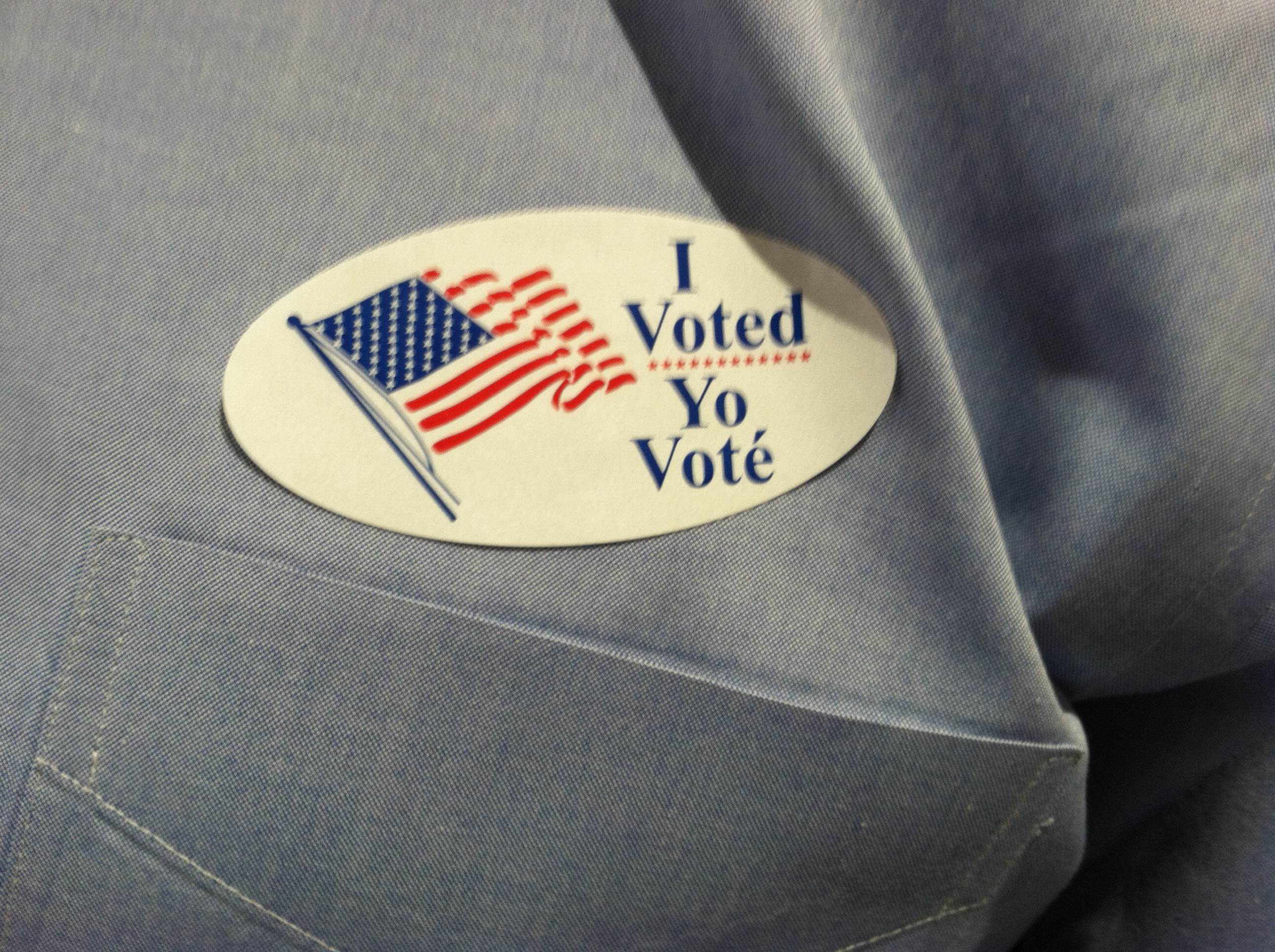
「投票済み」ステッカー

市民参加を促進するために州政府の選挙はある。アネット・ストラウス市民生活研究所のレジーナ・ローレンス所長は、「政治をはじめとするあらゆる形態の市民参加は、地域社会、州、そして国家をより住みやすい場所にする努力である」と述べている。投票率向上は、ボランティア団体、慈善活動、そして地域社会で発言権を持つすべての市民へ政治参加を促すインセンティブを提供し、州全体の市民参加を促進する。
州は、公正な投票と選挙区再編のプロセスを確保し、政府機関、非営利団体、民間人の間のパートナーシップを構築し、そしてボランティアと慈善活動の機会に関する情報ネットワークを維持して市民参加を促進する。
投票率は市民の社会参加を決定づける主要な要因であり、政治関与のレベルを測る指標であり、社会参加の重要な要素であり、公共の説明責任を維持する前提条件でもある。

#### 投票率が高い例
- 州は、公正な投票と選挙区再編のプロセスを確保し、政府機関・非営利団体・民間人のパートナーシップを構築し、そしてボランティアと慈善活動の機会に関する情報ネットワークを維持して、市民参加を促進する[18]。
- 政府の活動や意思決定の情報を入手し、一般からの意見を求めて活用し、公務員に寄付や奉仕を奨励する[18]。

#### 投票率が低い例
- 州政府や地方自治体への政治参加が低いと、地域参加の問題に向けられた資金やリーダーシップの不足などにより、地域参加が少なくなる恐れがある[19]。

## 疎外されたコミュニティ
メリアム・ウェブスターによると、周縁化とは「社会や集団の中で（誰かを）無力または重要でない立場に置く、または保つこと」と定義されている。多様なコミュニティでは、多様な個人間の交流、互いの視点の理解、そしてコミュニティ内での関係強化のために、3つの異なるタイプのコミュニティサービスを用いた研究によると、意識と参加が重要である。さらに、特に黒人の若者の場合、早期の公民教育が不足している地域と、それが盛んな地域との間に根本的な格差がある。ホープとイェーガーズによると、彼らはブラックユースプロジェクトの若者文化調査から取得したデータを用いて、黒人の若者の公民参加を研究した。人種差別を経験した黒人の若者は、政治に意識を持ち、参加する意欲が高まるという仮説がある。
チャンによる別の研究では、都心部に住む低所得世帯出身のアフリカ系アメリカ人やラテン系アメリカ人など、リスクのある若者のグループの発達と環境要因との関連を説明している。彼らの研究では、人種的マイノリティの若者は社会参加活動に早くから参加したため、やる気があり将来に高い目標を持っていたものの、この種の考え方が成人後も続くという十分な証拠はなく、参加者によってばらつきが見られた。ニューヨーク・タイムズのこのレポートによると、抑圧された人々であるラテン系アメリカ人を見ると、2000年から2012年の間にヒスパニックの投票資格を持つ人の数は推定1000万人に増加したが、移民などの問題に積極的に取り組んだり、ラテン系コミュニティに働きかけていない。ヒスパニック系の人口統計は、政治世論調査にて潜在的な影響力を持ちつつある。抑圧されているもう一つの人々について詳しく説明すると、ジェンセンの研究ではアジアとラテンアメリカに焦点を当て、移民の親と子供たちに焦点を当てている。この研究では、大都市圏の小集団をサンプルに抽出したが、両世代の違いは大きく、高校生の子供たちの87.5%が社会参加していると回答している。親たちは社会参加はしていなかったが、母国に送金するなど「バイカルチュラル・アウェアネス（二文化への意識）」を育み、参加者は、社会参加の機会を義務と捉えていた。.

## テクノロジー

### 種類

#### テレビの使用
社会資本は長年にわたり低下傾向にあり、パトナムは原因を調査した。研究対象の一つは、テレビと社会参加・市民活動への影響であり、1960年代のテレビの台頭と市民活動の衰退から、テレビを多く見る人ほど、外出活動への積極性が低下することを発見した。ニュースや教育番組は市民の知識向上に役立つものの、外出活動や社会的なイベントへの参加が不足すると、市民活動全般が阻害される。
今日、インターネットは主要なソーシャルメディアの発信源となっている。ゼノスとモイは、インターネットは確かに市民参加を促進する一方で、「根拠のない陶酔感、突発的でかつ同様に根拠のない懐疑心、そしてウェブを介した交流が、実に独特で政治的に重要な特性を持っているという漸進的な認識」ももたらすことを明らかにした。候補者に関するあらゆる情報は手元にあり、豊富な情報によって情報に基づいた社会が形成される。しかし、それと同時に誤情報も生まれ、両者は衝突して逆効果となり、意見が対立する大衆を生み出している。
市民参加とテレビの利用に関しては、テレビ事業者自身による市民参加の推進が進んでいる。2020年9月22日、ワーナーメディアは、市民に投票へのアクセスを多く提供し、無党派の有権者参加リソースセンターを設立し投票方法への理解を深めた。

#### Eサービス
ナイト財団は、市民参加を支援するテクノロジーを4つ（電子サービスの向上と提供、情報の透明性の向上、電子民主主義の実現、そして彼らが共同制作と呼ぶサービス）紹介している。電子サービスは、デジタル技術によって都市サービスの効率を向上させ、サービスは効果的になり、市民が参加する手段も提供される。電子民主主義と共同制作は、市民がテクノロジーにより参加でき、公共政策を形作ることを可能にする。ナイト財団は、テクノロジーによって情報の透明性が高まり、市民が情報にアクセスして参加できると主張している。

#### 社会的起業

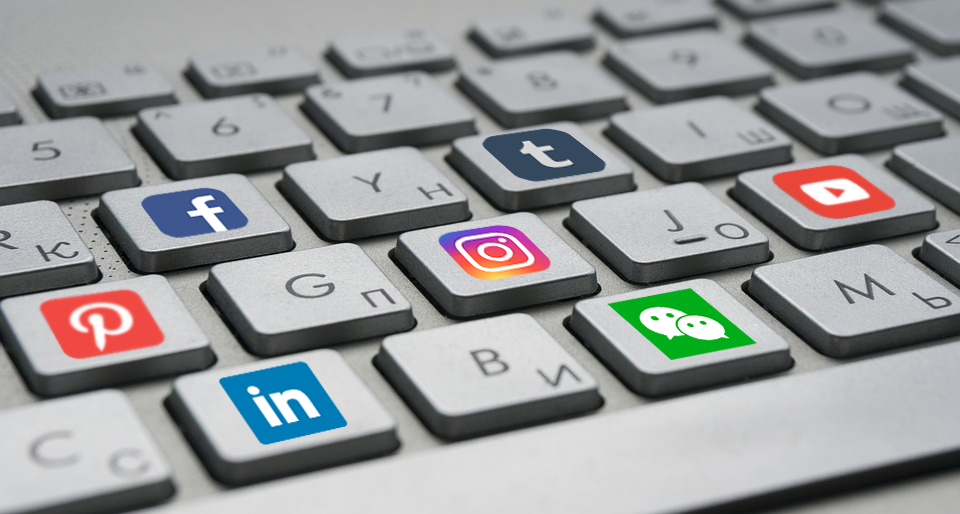
ソーシャルメディア(SNS)は、市民の議論の場に、また政府が視聴者にアプローチする手段に利用されている。

近年、社会的起業の活動は大きく増加している。一例に、エリック・ゴードンとジェシカ・フィリッピは、地域活動を支援するインタラクティブなオンラインゲーム「Community PlanIt（CPI）」に関する研究を発表した。市民の参加数を増やすのではなく、活動の質を向上させるためにCPIがある。この研究では、CPIは市民活動の実用的かつ継続的な発展に必要な、内省的な態度を促し、信頼関係を仲介すると結論付けられている。

#### ソーシャルメディア
ソーシャルメディア(SNS)が市民参加に与える影響の研究や論文は数多い。「世界各国の市民参加」のセクションで言及されている研究では、ノルウェーのインタビュー対象者は「コミュニティ活動の開始時に、市民を会合に招待し、継続的な参加を促進するためにFacebookを利用している」と回答している。また、SNSが市民参加を促進する機能の研究もある。アジアでは、インターネットコミュニケーションの普及と社会資本への影響の研究が行われ、市民同士が連絡を取り合う機会を増やすが、信頼などさまざまな社会資本を高めるべきとされ、「社会組織への自発的な参加により築かれる社会資本が、効果的に市民参加を促進する」と結論付けている。

### 要因の定義
コミュニティの効率性と信頼が強化されると合意形成が進み、正当な懐疑心を持ちつつ公務員や社会福祉への市民の反感を減らす。情報障壁の距離を縮め、政府プロジェクトにおける市民技術が磨かれる。オンライン公開討論が市民に支持され、普及するかどうかは、市民技術の機密性とセキュリティに左右される。
ローカルテクノロジーには、3つのレベル（情報・参加・エンパワーメント）の変革と動的モデルがある。ウェブポータル、ソーシャルメディアプラットフォーム、モバイルアプリは、幅広い対象者にリーチする効果的なモデルである。電子監視と管理、サービス効率の向上、ビジネストレーニングは、参加増と円滑な運営を確保する。オープンで透明性の高いフィードバックとデータの公開は、将来の関与とデータの正確性を促進する。この一連の情報伝達と要約が完了すると、市民参加モデルが改善される。将来の政府プログラムは、市民中心で、情報技術をテーマにし、効率性と透明性によって評価される。市民監査は、草の根組織にとって永続的で安定した協力体制と戦略的な転換を提供する。政策の有効性をテストし、市民からのフィードバックを得る方法であり、現在の政策とシステムの欠陥を効果的に指摘できる。

## 世界の事例

### ノルウェー
まず、ノルウェーでは、マレーネ・ポールセン・リーによる「地方新聞、Facebook、そして地域における市民参加」に関する研究が行われた。この研究は、ノルウェーの2つのコミュニティの住民が、地方紙とFacebookの利用方法を調査し、どちらも市民参加に重要な役割を果たしていると結論付け、市民が利用する様々なメディアを明らかにしている。各メディアの人口統計を見ると、若年層は地方紙を避け、国内ニュースや国際ニュースを好むのに対し、高齢層は地方紙を優先していることも明らかになった。

### ポーランド
ポーランドでは、ソーシャルメディアは市長選挙における市民の参加度合いに重要な役割を果たしている。ある調査では、「市長が活発なソーシャルメディア環境で活動している場合、ソーシャルメディアアカウントにおけるエンゲージメントも高まる」と結論付けられている。

### オーストラリア
オーストラリアでは、「社会的な抗議や集団行動、ロビー活動やアドボカシー活動に専念する組織」など、様々な形態の市民参加の調査が行われた。この調査では、政府は、圧力や社会的な抗議に応じて協議するよりも、自らの選択で協議プロセスを始めがちだと述べられている。

### 東南アジア
東南アジアでは、低中所得国（LMIC）におけるメンタルヘルスサービスへの市民参加の研究が行われ、市民参加による介入は効果的に実施できるものの、西洋のモデルを地域の文化や価値観に適合させる必要があるという結論が出た。さらに、武力紛争・自然災害・政治的抑圧に直面しているLMICコミュニティでは、コミュニティの結束が市民参加の共通成果である。メンタルヘルスへの影響に焦点を当て、市民参加により市民は問題への理解を深め、ニーズに応えるスキルを身に付けた。この研究は、2004年のアジア津波危機に言及し、「信頼できる地域ボランティアが、切実に必要なメンタルヘルスサービスの提供に重要な役割を果たした」と述べている。

### 中国
中国では、社会全体の構成員を含む市民のエンパワーメントの一例である参加型予算編成が実験され、大部分が地方や小規模な村落で行われるため、透明性と公平性が促進されている。今後10年間で、中国と全国人民代表大会は、参加型予算編成を多く実験し、市民の参加を増やす計画である。しかし、地方人民代表大会へのエンパワーメントは、中央指導部の慎重さと地方政府の抵抗によって依然制約を受けるであろう。同様に、政府は市民のエンパワーメントをコントロールし続けるだろう。

### ルーマニア
ルーマニアは、ここ数年で新しいテクノロジーやディアが、新世代の市民動員を増やしている。SNSPAによる[ 51 、市民参加と民主主義センター（CPD：国と欧州のレベルで、民主的なプロセスへの市民参加を研究、分析、評価する部門）の研究では、国立政治学・行政学院に設立されたCPDは、政治学・社会学・行政学・コミュニケーション学・国際関係学・欧州研究などの分野の専門家を集め、SNSPAのガバナンス・スクールの役割と地位を客観化している。レムス・プリコピーとダン・スルタネスクによって運営されている。

## 高等教育の役割
機能的な社会を築くには、地域社会での子どもたちへの公民教育から始まると言えるだろう。ディアン・キャメロン・ケリーは、「子どもたちがボランティア活動・政治参加・あるいは声を上げる活動を通して地域社会に貢献すれば、将来、投票に出て社会のあらゆる側面に貢献する可能性が高まる」と述べている。ケリーは、子どもたちは就学前から、地域社会の機能、私たちの生活のルールを決めているのは誰かを教えるべきと主張している。一方で、公民教育は、市民を代表して意思決定を行う人にとっても、生涯にわたるプロセスであると主張する声もある
この課題への回答に、サービスラーニングを大学の授業設計に取り入れることが、カリキュラム内容と公民教育を結び付ける教育法に受け入れられた。最近の調査では、サービス・ラーニングに一度でも参加した学生は、参加しなかった学生に比べて、公民参加に関する知識と関与が向上したことが明らかになっている。キャンパス・コンパクト(Campus Compact)は、約1200人の大学学長（2013年時点）の連合体で、コミュニティ・パートナーシップを構築し、教員がカリキュラムに公民およびコミュニティに基づく学習を統合するトレーニング資源を提供し、公民スキルを開発している。高等教育におけるサービス・ラーニングと公民参加の受容を基に、カーネギー教育促進財団は、大学生の政治的知識とスキルを開発するために、2003年に政治参加プロジェクトを立ち上げた。アメリカ民主主義プロジェクト（ADP: American Democracy Project）は、同じ年にアメリカ州立大学協会（AASCU:American Association of State Colleges and Universities (AASCU)）が開始した。アメリカ民主主義コミットメント（コミュニティカレッジのパートナーシップ）と協力して、情報に精通し、社会参加する次世代の市民を育成する上での高等教育の役割に焦点を当てた年次全国会議を主催した。また、有権者登録、カリキュラム改訂プロジェクト、キング牧師奉仕の日などの特別な行動と反省の日など、キャンパスベースの取り組みも後援している。 米国教育省とアメリカ大学協会の共同プロジェクトである公民学習および民主的参加に関する国家タスクフォースが2012年に発行した報告書「試練の瞬間：大学での学習と民主主義の未来」で、著者は、高等教育は公民学習と民主的参加を推進する上で知的インキュベーターおよび社会的に責任のあるパートナーの役割を果たさなければならないと主張している。
報告書では、公民意識の高い機関を構築する 4 つの基本的なステップを推奨している。
1. キャンパス文化全体で公民精神を育む。
2. 公民リテラシーを生徒に対する中核的な期待事項にする。
3. すべての研究分野にわたって公民的探究を実践する。
4. 変革的なパートナーシップで市民活動を推進する。

高等教育の取り組みは、大学生の政治参加のアイデンティティを構築し、政治情勢を評価し、情報に基づいた民主主義への参加能力を高めることを目指している。連合、専門能力開発の機会、公民教育研究の増加からもわかるように、高等教育機関と協会パートナーは、次世代の市民が明日の「場所の管理人」となる準備を支援することに尽力している。
ミネソタ大学をはじめとする多くの大学は、学生の社会参加を促進することに注力し始めており、教育関係者に対し、様々な学校活動に社会参加を取り入れるよう義務付けている。『ミネソタ大学における社会参加』の著者であるエドウィン・フォーゲルマンは、真の社会参加は民主主義社会に生きる人だけが実践できると述べている。フォーゲルマンによると、社会参加は主に学校によって形作られる。教育機関は、「市民の能力、批判的思考力、そして公共精神」を育み、市民が社会参加できるよう力づける能力を持っている。社会参加はカリキュラムの一部となるべきであり、高等教育機関はインターンシップ、サービスラーニング、地域活動といった社会参加の機会を提供すべきだと主張する声も数多くある。また、学生が懸念事項や議論の的となる問題について率直に議論できる場も提供する必要がある。
ウィデナー大学など、一部の大学では、市民参加が大学の中核目標である。大学は、学生が地域社会に積極的に参加し、意識を高め、市民として積極的に活動できるよう努めている。（「大都市圏の大学における市民参加とサービスラーニング：多様なアプローチと視点」）

### 公民学習
2012 年 1 月、米国教育省はロードマップ「民主主義における公民学習と参加の促進」を発行し、教育省の公民学習と民主主義への参加への取り組みを強化する 9 つのステップを示した。
1. 学校や高等教育機関を招集し、質の高い公民学習と参加を促し、強化する
2. 追加の市民指標を特定する
3. 公民学習と民主的参加における有望な実践を特定し、何が効果的かを知るさらなる研究を奨励する
4. 連邦政府の投資と官民パートナーシップを活用する
5. 地域密着型の就労支援を奨励する
6. 大学生や卒業生の公務員のキャリアを奨励する
7. バランスの取れたK-12カリキュラムの公民学習を支援する
8. 歴史的に黒人向けの大学や、ヒスパニック系を対象とする大学、アジア系アメリカ人およびアメリカ先住民太平洋諸島民を対象とする大学、部族の大学など、他の少数民族を対象とする大学を全国的な対話に参加させ、ベストプラクティスを特定する。
9. 連邦および地方レベルの教育プログラムや政策への学生と家族の参加を強調し、促進する

しかしながら、公民教育には課題も存在する。W・ランス・ベネットの著書『Young Citizens and New Media』によれば、公民教育と学習の課題は、個人の生活の質、社会的認知、そして自尊心といった要素をより重視する、より現代的な政治観への統合と適応である。

### 若者の参加
若者の参加は、民主的な意思決定・コミュニティの結束・公平性・若者自身の個人的な成長という4つの側面に大きく影響する。 国内・国際的な教育協力は、情報の共有・伝達・普及を促し、社会的進歩を促し、市民の生活条件と環境を改善するかもしれない[ 66 。公共サービスとプログラムは、反抗的で脆弱な若者グループの精神的発達に貢献し、次世代の市民の参加を動員し、将来の政府のパターンを変え、社会科学と心理学を応用して若者コミュニティの政府プロジェクトへの参加意欲を刺激し、社会の持続可能な開発を促進することを目指している。こうした政府プロジェクトの設計は、中立的かつオープンなままである。政府がこのような教育を若者に受け入れるよう指導する権利があるかどうかについては、依然議論が続いている。専門家は、まず生徒が重視するトピックを特定し、次にトピックを選んで具体的な行動と実行可能な短期目標について話し合い、最後にフィードバックと要約を提示することを提案している。教師は生徒の考えを検証し、個人的な意見や政治的立場を教室に持ち込まないことが推奨されている。

オンライン上では、大学生の市民の責任・参加・学習・表現に肯定的である。政府は、現行のK-12教育制度の不平等を軽減するため、大学生が市民の義務を果たす上での自律性の強化をしてもよいだろう。大学生は教育資源で社会的弱者が参加しやすいプラットフォームを構築し、地域訪問や詳細な対話により弱者を代弁できるであろう 。